# Microregione di Lins
Lins è una microregione dello Stato di San Paolo in Brasile, appartenente alla mesoregione di Bauru.

## Comuni
Comprende 8 comuni:
- Cafelândia
- Getulina
- Guaiçara
- Guaimbê
- Júlio Mesquita
- Lins
- Promissão
- Sabino